# Korfbal 1974-1975
Korfbalseizoen 1974-1975 is het vijfde seizoen van de gezamenlijke korfbalbond KNKV. In dit seizoen telt de veldcompetitie een Hoofdklasse waarbij elk team 18 wedstrijden speelt en in de zaalcompetitie zijn twee Hoofdklassen waarbij elk team 14 wedstrijden speelt.
In dit seizoen gebeurde in de zaalcompetitie iets bijzonders. Allen Weerbaar speelde, na promotie in 1974, voor het eerst in de Hoofdklasse en werd meteen finalist.

## Veldcompetitie KNKV
In seizoen 1974-1975 was de hoogste Nederlandse veldkorfbalcompetitie in de KNKV de Hoofdklasse; een poule met 10 teams. Het kampioenschap is voor het team dat na 18 competitiewedstrijden de meeste wedstrijdpunten heeft verzameld. Een play-off systeem was niet van toepassing. Enkel bij een gedeelde eerste plaats zou er een beslissingswedstrijd gespeeld moeten worden. De onderste twee ploegen degraderen.
Hoofdklasse Veld
| pos | club           | gs | w  | g | v  | pnt | dv  | dt  | dt  |
| --- | -------------- | -- | -- | - | -- | --- | --- | --- | --- |
| 1.  | Ons Eibernest  | 18 | 14 | 1 | 3  | 29  | 208 | 132 | +76 |
| 2.  | PKC            | 18 | 11 | 2 | 5  | 24  | 163 | 153 | +10 |
| 3.  | LUTO           | 18 | 10 | 2 | 6  | 22  | 131 | 115 | +16 |
| 4.  | AKC Blauw-Wit  | 18 | 8  | 5 | 5  | 21  | 133 | 116 | +17 |
| 5.  | ROHDA          | 18 | 8  | 3 | 7  | 19  | 132 | 143 | -11 |
| 6.  | Archipel       | 18 | 6  | 5 | 7  | 17  | 112 | 116 | -4  |
| 7.  | De Danaïden    | 18 | 7  | 3 | 8  | 17  | 155 | 163 | -8  |
| 8.  | Westerkwartier | 18 | 5  | 2 | 11 | 12  | 105 | 149 | -44 |
| 9.  | Het Zuiden     | 18 | 4  | 3 | 11 | 11  | 122 | 147 | -25 |
| 10. | Fortuna        | 18 | 3  | 2 | 13 | 8   | 124 | 151 | -27 |

| Veldkampioen van Nederland KNKV 1975 |
| ------------------------------------ |
| Ons Eibernest                        |

## Zaalcompetitie KNKV
In seizoen 1974-1975 was de hoogste Nederlandse zaalkorfbalcompetitie in de KNKV de Hoofdklasse; 2 poules met elk 8 teams. Het kampioenschap is voor de winnaar van de kampioenswedstrijd, waarin de kampioen van de Hoofdklasse A tegen de kampioen van de Hoofdklasse B speelt.
 Hoofdklasse A
| pos | club            | gs | w  | g | v  | pnt | dv  | dt  | dt  |
| --- | --------------- | -- | -- | - | -- | --- | --- | --- | --- |
| 1.  | Allen Weerbaar* | 15 | 11 | 0 | 4  | 22  | 146 | 123 | +23 |
| 2.  | AKC Blauw-Wit*  | 15 | 9  | 2 | 4  | 20  | 165 | 144 | +21 |
| 3.  | Deto            | 14 | 8  | 1 | 5  | 17  | 150 | 144 | +6  |
| 4.  | De Danaïden     | 14 | 7  | 1 | 6  | 15  | 185 | 147 | +38 |
| 5.  | AKC             | 14 | 7  | 1 | 6  | 15  | 164 | 139 | -25 |
| 6.  | ZKV**           | 15 | 4  | 2 | 9  | 10  | 145 | 172 | -27 |
| 7.  | Swift**         | 15 | 4  | 2 | 9  | 10  | 122 | 152 | -30 |
| 8.  | DKOD            | 14 | 3  | 1 | 10 | 7   | 120 | 176 | -56 |

- = zowel Allen Weerbaar als AKC Blauw-Wit (beiden Amsterdam) hadden 20 punten na de reguliere competitie. Via een beslissingsduel werd beslist welke ploeg eerste zou worden en dus finalist zou worden. Deze wedstrijd werd gewonnen door Allen Weerbaar met 13-10
  - = zowel ZKV als Swift hadden 10 punten na de reguliere competitie. Via een beslissingsduel werd beslist welke ploeg 9e zou worden en welke zou degraderen. Deze wedstrijd eindigde na reguliere speeltijd in 12-12. Na verlengen was de stand 16-16 en moest de wedstrijd worden beslist d.m.v. strafworpen. In deze strafworpenserie won ZKV waardoor het zich veilig speelde.

Hoofdklasse B
| pos | club           | gs | w  | g | v  | pnt | dv  | dt  | dt  |
| --- | -------------- | -- | -- | - | -- | --- | --- | --- | --- |
| 1.  | Ons Eibernest  | 14 | 14 | 0 | 0  | 28  | 207 | 112 | +95 |
| 2.  | Archipel       | 14 | 11 | 0 | 3  | 22  | 157 | 92  | +65 |
| 3.  | LUTO           | 14 | 8  | 2 | 4  | 18  | 152 | 149 | +3  |
| 4.  | Het Zuiden     | 14 | 6  | 0 | 8  | 12  | 127 | 147 | -20 |
| 5.  | Wordt Kwiek    | 14 | 5  | 1 | 8  | 11  | 123 | 155 | -32 |
| 6.  | Rust Roest     | 14 | 4  | 1 | 9  | 9   | 116 | 148 | -32 |
| 7.  | ASKO           | 14 | 3  | 1 | 10 | 7   | 117 | 166 | -49 |
| 8.  | Westerkwartier | 14 | 2  | 1 | 11 | 5   | 104 | 134 | -30 |

De finale werd gespeeld op 15 maart 1975 in de Rijnhal te Arnhem.
| Hoofdklasse Finale |                |    |
|                    |                |    |
| A1                 | Allen Weerbaar | 8  |
| B1                 | Ons Eibernest  | 10 |

| Zaalkampioen van Nederland KNKV 1975 |
| ------------------------------------ |
| Ons Eibernest                        |